# Орхон (Дархан-Уул)
Орхо́н (монг. Орхон) — сомон аймака Дархан-Уул в северной части Монголии. Располагается в 45 км к северо-востоку от Дархана. В сомоне действует ягодно-овощное хозяйство.